# Aisai (Aichi)
Aisai (愛西市 Aisai-shi?) es una ciudad localizada en la prefectura de Aichi, Japón. En octubre de 2019 tenía una población estimada de 61.320 habitantes y una densidad de población de 919 personas por km². Su área total es de 66,70 km².

## Historia
La ciudad fue fundada el 11 de abril de 2005, tras la fusión de Saya, Saori, Hachikai y Tatsuta.

## Geografía

### Localidades circundantes
- Prefectura de Aichi
  - Ama
  - Inazawa
  - Kanie
  - Tsushima
  - Yatomi
- Prefectura de Gifu
  - Kaizu
- Prefectura de Mie
  - Kuwana

## Demografía
Según los datos del censo japonés, esta es la población de Aisai en los últimos años.
| 1995   | 2000   | 2005   | 2010   | 2015   |
| ------ | ------ | ------ | ------ | ------ |
| 64.216 | 65.597 | 65.556 | 64.978 | 63.088 |